# Sanda Ham
Sanda Ham (ur. 20 sierpnia 1959 w Osijeku) – chorwacka językoznawczyni. Zajmuje się morfologią, składnią, normatywistyką oraz historią języka chorwackiego.

## Życiorys
W 1971 r. ukończyła jugoslawistykę i filozofię na uczelni w Osijeku. Edukację kontynuowała na Wydziale Filozoficznym Uniwersytetu Zagrzebskiego, gdzie w 1988 r. obroniła pracę magisterską Pasivna rečenica u suvremenom hrvatskom književnom jeziku. Doktoryzowała się w 1994 r. na podstawie rozprawy Jezik Josipa Kozarca, sklonidbeni sustav.
W 1997 r. została docentem, w 2000 r. objęła stanowisko profesora nadzwyczajnego, w 2005 r. stanowisko profesora zwyczajnego.
Od 1996 r. redaguje czasopismo „Jezik” (w latach 2004–2018 redaktor naczelny).

## Wybrana twórczość
- Jezik naš hrvatski (1992)
- O hrvatskom pravopisu (1996)
- Jezik zagrebačke filološke škole (1998)
- Školska gramatika hrvatskoga jezika (2002), ISBN 978-953-0-10584-3
- Hrvatski školski pravopis (współautorstwo, 2005), ISBN 978-953-0-40026-9
- Povijest hrvatskih gramatika (2006), ISBN 978-953-167-185-9